# Loma de San Nicolás, delstaten Mexiko
Loma de San Nicolás är en ort i kommunen Temoaya i delstaten Mexiko i Mexiko. Samhället hade 809 invånare vid folkräkningen 2020.